# Лучшая охрана
«Лу́чшая охра́на» (англ. Breaking In) — американский комедийный телесериал, премьера которого состоялась 6 апреля 2011 года на телеканале Fox. 10 мая 2011 года телеканал объявил, что сериал закрыт, однако три месяца спустя 24 августа 2011 года TV Guide заявил, что сериал всё-таки продлён на второй сезон из 13 серий. 12 апреля 2012 года Fox объявил об окончательном закрытии сериала.

## Сюжет
Эклектичная команда гениев и бывших воров работает в высокотехнологичной фирме обеспечения безопасности «Контра Секьюрити». Они взламывают различные высокотехнологичные системы безопасности по заказу владельцев, чтобы проверить их надежность, найти недостатки и их исправить.

## В ролях
| Актёр            | Персонаж                     | Эпизоды | Сезоны       | Сезоны       |
| Актёр            | Персонаж                     | Эпизоды | 1            | 2            |
| ---------------- | ---------------------------- | ------- | ------------ | ------------ |
| Брет Харрисон    | Кэмерон Прайс                | 20      | Регулярно    | Регулярно    |
| Альфонсо Маколи  | Кэлвин «Кэш» Спаркс          | 20      | Регулярно    | Регулярно    |
| Одетт Эннабл     | Мелани Гарсиа                | 13      | Регулярно    | Гость        |
| Кристиан Слейтер | Феррис «Оз» Освальд Озборн   | 20      | Регулярно    | Регулярно    |
| Меган Маллалли   | Вероника «Ронни» Джудит Манн | 13      |              | Регулярно    |
| Эрин Ричардс     | Молли Мари Хьюс              | 13      |              | Регулярно    |
| Майкл Розенбаум  | Датч Нилбог                  | 8       | Периодически | Гость        |
| Тревор Мур       | Джош Армстронг               | 7       |              | Периодически |
| Дженнифер Ирвин  | «Жуткая» Кэрол               | 17      | Периодически | Периодически |
| Лэнс Кралл       | Рикки Бортен                 | 11      |              | Периодически |
| Террелл Ли       | Бадди Ревелл                 | 6       |              | Периодически |

## Эпизоды
| Сезон | Сезон | Эпизоды | Оригинальная дата показа | Оригинальная дата показа |
| Сезон | Сезон | Эпизоды | Премьера сезона          | Финал сезона             |
| ----- | ----- | ------- | ------------------------ | ------------------------ |
|       | 1     | 7       | 6 апреля 2011            | 17 мая 2011              |
|       | 2     | 13      | 6 марта 2012             | 3 апреля 2012            |

### Сезон 1 (2011)
| № общий | № в сезоне | Название                                                                               | Режиссёр    | Автор сценария                                                        | Дата премьеры  | Произв. код | Зрители в США (млн) |
| ------- | ---------- | -------------------------------------------------------------------------------------- | ----------- | --------------------------------------------------------------------- | -------------- | ----------- | ------------------- |
| 1       | 1          | «Pilot» «Пилот»                                                                        | Сет Гордон  | Телесценарий: Адам Ф. Голдберг История: Адам Ф. Голдберг и Сет Гордон | 6 апреля 2011  | BIN-101     | 9,82                |
| 2       | 2          | «Tis Better to Have Loved and Flossed» «Лучше быть любимым и использовать зубную нить» | Сет Гордон  | Адам Ф. Голдберг                                                      | 13 апреля 2011 | BIN-102     | 7,79                |
| 3       | 3          | «Need For Speed» «Жажда скорости»                                                      | Фред Саваш  | Крис Бишоп                                                            | 20 апреля 2011 | BIN-105     | 7,46                |
| 4       | 4          | «White on White on White» «Белое с белым на белом»                                     | Фред Саваш  | Дэвид Виндзор и Кейси Джонсон                                         | 27 пареля 2011 | BIN-104     | 7,01                |
| 5       | 5          | «Take the Movie and Run» «Хватай фильм и бежим»                                        | Мэтт Шэкмэн | Адам Ф. Голдберг                                                      | 4 мая 2011     | BIN-103     | 7,07                |
| 6       | 6          | «Breaking Out» «Путь наружу»                                                           | Фил Трэйл   | Бен Векслер                                                           | 11 мая 2011    | BIN-106     | 6,95                |
| 7       | 7          | «21.0 Jump Street» «Джамп стрит, 21.0»                                                 | Сет Гордон  | Адам Ф. Голдберг                                                      | 17 мая 2011    | BIN-107     | 3,18                |

### Сезон 2 (2012)
| № общий | № в сезоне | Название                                             | Режиссёр             | Автор сценария                        | Дата премьеры | Произв. код | Зрители в США (млн) |
| ------- | ---------- | ---------------------------------------------------- | -------------------- | ------------------------------------- | ------------- | ----------- | ------------------- |
| 8       | 1          | «The Contra Club» «Контра клуб»                      | Сет Гордон           | Адам Ф. Голдберг                      | 6 марта 2012  | BIN-201     | 3,60                |
| 9       | 2          | «Who's The Boss» «Кто здесь босс»                    | Сет Гордон           | Крис Бишоп                            | 13 мартя 2012 | BIN-203     | 3,38                |
| 10      | 3          | «The Blind Sided» «С невидимой стороной»             | Трой Миллер          | Марк Абрамс и Майкл Бисон             | 20 марта 2012 | BIN-204     | 2,84                |
| 11      | 4          | «Game of Jones» «Игра Джонсов»                       | Тимоти Басфилд       | Марк Стегеманн                        | 27 марта 2012 | BIN-205     | 2,70                |
| 12      | 5          | «Cyrano de Nerdgerac» «Cyrano de Nerdgerac»          | Алекс Хардкасл       | Мэтт Диаборн                          | 3 апреля 2012 | BIN-206     | 2,55                |
| 13      | 6          | «Double Dragon» «Двойной дракон»                     | Эяль Гордин          | Марк Абрамс и Майкл Бенсон            | N/A           | BIN-207     | TBA                 |
| 14      | 7          | «The Legend of Herley's Gold» «Легенда золота Хёрли» | Роджер Камбл         | Эми Мэсс и Роберт Шор                 | N/A           | BIN-208     | TBA                 |
| 15      | 8          | «Chasing Amy and Molly» «Преследуя Эми и Молли»      | Дин Холланд          | Ханс Родионофф и Лэнс Кралл           | N/A           | BIN-209     | TBA                 |
| 16      | 9          | «The Hungover» «Похмелье»                            | Стив Пинк            | Тим Дойл                              | N/A           | BIN-211     | TBA                 |
| 17      | 10         | «Heathers» «Две Хезер»                               | Ребекка Эшер         | Лейси Мариса Фридман и Аарон Кажандер | N/A           | BIN-210     | TBA                 |
| 18      | 11         | «Cash Of The Titans» «Битва титанов»                 | Роберт Данкан МакНил | Крис Бишоп и Адам Ф. Голдберг         | N/A           | BIN-202     | TBA                 |
| 19      | 12         | «The Nat'ral» «'Прир'дный'»                          | Тайлер Спиндер       | Марк Стегеманн и Крис Бишоп           | N/A           | BIN-212     | TBA                 |
| 20      | 13         | «Episode XIII» «Эпизод 13»                           | Кристиан Слейтер     | Адам Ф. Голдберг                      | N/A           | BIN-213     | TBA                 |

## Рейтинги в США
| Сезон | Таймслот (ET)             | Эпизоды | Премьера      | Премьера                    | Финал         | Финал                     | ТВ сезон  | Ранк | Зрители (миллионы) |
| Сезон | Таймслот (ET)             | Эпизоды | Дата          | Зрители премьеры (миллионы) | Дата          | Зрители финала (миллионы) | ТВ сезон  | Ранк | Зрители (миллионы) |
| ----- | ------------------------- | ------- | ------------- | --------------------------- | ------------- | ------------------------- | --------- | ---- | ------------------ |
| 1     | Среда 21:30 Вторник 21:30 | 7       | 6 апреля 2011 | 9,82                        | 17 мая 2011   | 3,18                      | 2010—2011 | #54  | 8,24               |
| 2     | Вторник 21:30             | 13      | 6 марта 2012  | 3,60                        | 3 апреля 2012 | 2,55                      | 2011—2012 | #135 | 3,45               |